# Camp de protestation Ćaciland
 (mai 2025).
La mise en forme du texte ne suit pas les recommandations de Wikipédia : il faut le « wikifier ».
Les points d'amélioration suivants sont les cas les plus fréquents :
- Les titres sont pré-formatés par le logiciel. Ils ne sont ni en capitales, ni en gras.
- Le texte ne doit pas être écrit en capitales (les noms de famille non plus), ni en gras, ni en italique, ni en « petit »…
- Le gras n'est utilisé que pour surligner le titre de l'article dans l'introduction, une seule fois.
- L'italique est rarement utilisé : mots en langue étrangère, titres d'œuvres, noms de bateaux, etc.
- Les citations ne sont pas en italique mais en corps de texte normal. Elles sont entourées par des guillemets français : « et ».
- Les listes à puces sont à éviter, des paragraphes rédigés étant largement préférés. Les tableaux sont à réserver à la présentation de données structurées (résultats, etc.).
- Les appels de note de bas de page (petits chiffres en exposant, introduits par l'outil «  Source ») sont à placer entre la fin de phrase et le point final[comme ça].
- Les liens internes (vers d'autres articles de Wikipédia) sont à choisir avec parcimonie. Créez des liens vers des articles approfondissant le sujet. Les termes génériques sans rapport avec le sujet sont à éviter, ainsi que les répétitions de liens vers un même terme.
- Les liens externes sont à placer uniquement dans une section « Liens externes », à la fin de l'article. Ces liens sont à choisir avec parcimonie suivant les règles définies. Si un lien sert de source à l'article, son insertion dans le texte est à faire par les notes de bas de page.
- La présentation des références doit suivre les conventions bibliographiques. Il est recommandé d'utiliser les modèles {{Ouvrage}}, {{Chapitre}}, {{Article}}, {{Lien web}} et/ou {{Bibliographie}}. Le mode d'édition visuel peut mettre en forme automatiquement les références.
- Insérer une infobox (cadre d'informations à droite) n'est pas obligatoire pour parachever la mise en page.

Pour une aide détaillée, merci de consulter Aide:Wikification.
Si vous pensez que ces points ont été résolus, vous pouvez retirer ce bandeau et améliorer la mise en forme d'un autre article.
 (mai 2025).
Ćaciland était le nom informel donné à un campement dans le Parc des Pionniers à Belgrade, en Serbie, qui, en mars 2025, est devenu un lieu de rassemblement pour un groupe d'étudiants et de citoyens, comprenant des partisans du Parti progressiste serbe (SNS) et un groupe connu sous le nom d'"Étudiants 2.0" ou "étudiants qui veulent étudier". Le terme a émergé dans le discours public et sur les réseaux sociaux, souvent avec des connotations péjoratives ou satiriques, comme une réaction au rassemblement dans le parc qui s'opposait aux protestations étudiantes et aux blocages universitaires à travers la Serbie.

## Contexte historique
Le Parc des Pionniers, situé dans le centre de Belgrade entre le Boulevard du Roi Alexandre, la Rue du Roi Milan, la Rue Knez Miloš et la Rue Dragoslav Jovanović, est l'un des parcs centraux de la ville. En mars 2025, le parc est devenu un lieu de rassemblement pour le groupe "Étudiants 2.0", qui plaidait pour la poursuite des cours dans les universités, contrairement aux étudiants bloqueurs qui exigeaient des comptes pour la tragédie de Novi Sad, où 15 personnes sont mortes lors de l'effondrement d'un auvent de gare ferroviaire,.
Le rassemblement dans le Parc des Pionniers a commencé début mars 2025, lorsque les "Étudiants 2.0" ont installé des tentes et organisé un camp. Ils ont présenté des revendications comprenant la reprise des cours, un moratoire sur les prêts étudiants, une augmentation du nombre de périodes d'examens et d'autres mesures pour soutenir les étudiants. Le rassemblement a attiré l'attention du public, des médias et des acteurs politiques, et le nom "Ćaciland" a commencé à être utilisé sur les réseaux sociaux, en particulier parmi les critiques du rassemblement, qui l'ont qualifié de provocation mise en scène par les autorités.

## Origine du nom "Ćaciland"
Le terme "Ćaciland" est apparu pour la première fois sur les réseaux sociaux et est rapidement devenu populaire dans le discours public. Les opposants au rassemblement dans le Parc des Pionniers utilisaient ce nom pour se moquer du groupe "Étudiants 2.0", les appelant "ćaci" (un terme péjoratif pour les étudiants) et remettant en question leur statut d'étudiant. Le nom a même été temporairement changé sur Google Maps, où le Parc des Pionniers était marqué comme "Ćaciland".
D'autre part, les participants au rassemblement dans le parc, y compris l'étudiant Miloš Pavlović, qui était une figure de proue, ont rejeté les étiquettes politiques et ont souligné que leurs objectifs étaient axés sur le droit à l'éducation. Dans ses apparitions publiques, Pavlović a nié les liens avec tout parti politique, y compris le SNS, et a souligné que l'objectif du groupe était de poursuivre les cours.

## Événements dans le Parc des Pionniers
En mars 2025, le Parc des Pionniers a été le théâtre de diverses activités. Les "Étudiants 2.0" ont organisé des conférences de presse, invité des agriculteurs et d'autres citoyens à les soutenir, et présenté leurs revendications. Le parc était occasionnellement entouré de clôtures métalliques et de tracteurs, surtout à la veille de la manifestation des étudiants bloqueurs prévue pour le 15 mars, appelée "15 pour 15".
Le rassemblement a provoqué des conflits avec les étudiants bloqueurs, qui sont venus au parc et ont scandé des slogans tels que "On se voit le 15" ou "Vous êtes de Vučić", accusant les participants d'avoir des liens avec le SNS. Il y a également eu des rapports d'incidents, y compris des allégations d'attaques physiques, de provocations verbales et de la présence d'individus soupçonnés de ne pas être des étudiants, mais des participants payés ou des membres de certains groupes.
Le président serbe Aleksandar Vučić s'est adressé aux participants du Parc des Pionniers, exprimant son soutien à leur droit de rassemblement, mais le 13 mars 2025, a demandé aux étudiants de quitter le parc pendant la manifestation du 15 mars pour des raisons de sécurité. Les "Étudiants 2.0" se sont retirés du parc le lendemain de la manifestation, bien que leurs revendications n'aient pas été satisfaites.

### Présence de tracteurs et incidents
Une particularité du campement "Ćaciland" était la présence massive de tracteurs autour du parc. Des centaines de tracteurs sont mystérieusement apparus autour du Pionirski Park et à côté du bureau du Président la veille de la grande manifestation du 15 mars. Malgré la forte présence policière le long du périmètre du parc, les tracteurs ont été garés sur les trottoirs et sur la route devant le parlement, clairement dans une zone interdite au stationnement.
Le jour de la manifestation, environ vingt jeunes hommes musclés et bien entraînés sont également arrivés à Ćaciland et ont été autorisés à entrer dans le parc. Pendant toute la manifestation, la présence policière autour du Parc des Pionniers était massive. Lorsque les premiers signes de violence sont apparus avec des jets de pierres depuis l'intérieur de Ćaciland, les étudiants ont décidé de mettre fin à la manifestation plus tôt et d'inviter les citoyens à se disperser.

## Réactions publiques
"Ćaciland" a provoqué une polarisation dans la société serbe. Les opposants au rassemblement, y compris les étudiants bloqueurs et certains groupes d'opposition, croyaient que l'événement était orchestré par les autorités pour diminuer l'importance des protestations étudiantes. Ils ont souligné la présence d'individus plus âgés, des allégations de paiements quotidiens et des connexions au SNS.
D'autre part, les participants et les partisans des "Étudiants 2.0" ont souligné qu'ils étaient exposés à des attaques et des provocations de la part des étudiants bloqueurs, et que leur objectif était légitime - lutter pour le droit à l'éducation. Les médias proches du gouvernement ont régulièrement rapporté les activités dans le parc, présentant les participants comme des victimes de violence et de harcèlement.

## Signification et conséquences
Le phénomène "Ćaciland" est devenu un symbole de division dans la société serbe pendant les protestations étudiantes de 2025. Bien que le rassemblement dans le Parc des Pionniers ait duré relativement brièvement, il a laissé une marque significative sur le discours public, en particulier sur les réseaux sociaux, où des mèmes, des graffitis et des inscriptions telles que "Ćaci va à l'école" ou "Retourne à Ćaciland" sont devenus partie intégrante de la culture populaire.
L'événement a également mis en évidence de profondes tensions politiques et sociales en Serbie, ainsi que des défis dans la communication entre différents groupes. "Ćaciland" est devenu une métaphore des divisions entre ceux qui soutenaient les protestations des étudiants bloqueurs et ceux qui plaidaient pour la poursuite des cours, avec des accusations mutuelles d'instrumentalisation politique.

## Contexte social plus large des protestations
Les protestations étudiantes de 2025 en Serbie ont eu lieu dans un contexte sociopolitique complexe. La tragédie de Novi Sad, où 15 personnes ont perdu la vie en raison de l'effondrement d'un auvent à la gare ferroviaire, est devenue un catalyseur pour exprimer un mécontentement plus large parmi les jeunes. Les étudiants bloqueurs exigeaient des comptes pour cette tragédie, mais aussi des changements systémiques dans la société, y compris la lutte contre la corruption, une plus grande transparence du gouvernement et l'amélioration des conditions d'éducation et de vie des jeunes en Serbie.

### Revendications des étudiants
Les jeunes manifestants exigeaient moins de corruption et plus de démocratie, de transparence, de justice et de responsabilité. Beaucoup se méfiaient des institutions politiques du pays, certains ne faisant même plus confiance aux élections. Les étudiants réclamaient également un système judiciaire indépendant et l'égalité des droits, tout en refusant de s'identifier à un parti politique ou une idéologie particulière.
Selon les données d'ACLED, le mouvement a organisé plus de 1 160 manifestations en Serbie depuis novembre 2024, et n'a cessé de croître. La manifestation du 15 mars 2025 à Belgrade, appelée "15 pour 15" en référence aux 15 victimes de Novi Sad, a été l'une des plus importantes du mouvement.

## Couverture médiatique et manipulation
La couverture médiatique des événements dans le Parc des Pionniers était hautement polarisée, approfondissant davantage les divisions sociales. Les médias proches du gouvernement, y compris les chaînes de télévision nationales avec la plus grande audience, ont présenté les "Étudiants 2.0" comme une initiative étudiante authentique luttant pour le droit à l'éducation contre des "bloqueurs violents" qui entravent l'enseignement.
D'autre part, les médias indépendants et les portails ont rapporté sur "Ćaciland" comme un événement mis en scène visant à discréditer les protestations étudiantes légitimes. Ces médias ont publié des témoignages et des preuves d'amenée organisée de personnes au parc, y compris des photographies d'autobus amenant des participants de différentes parties de la Serbie.
Cette polarisation médiatique a conduit les étudiants à bloquer les accès aux locaux de la télévision et de la radio publiques dans deux villes, le 14 avril 2025. Les manifestants ont accusé le diffuseur national d'ignorer leur mouvement et leurs manifestations, et de les décrire comme des "agents de l'étranger" payés par l'opposition.

## Conséquences à long terme
Bien que "Ćaciland" en tant qu'espace physique n'ait existé que pendant quelques jours en mars 2025, sa signification symbolique a continué à vivre dans le discours social et politique serbe. Le terme est entré dans le langage quotidien comme une métaphore des tentatives du régime de manipuler l'opinion publique et de créer une fausse image de la réalité.
L'activisme étudiant manifesté à travers les blocages des facultés a entraîné certains changements dans le système éducatif, y compris une augmentation des normes étudiantes et une plus grande transparence dans la gestion universitaire. Cependant, de nombreux problèmes structurels mis en évidence par les étudiants sont restés non résolus.
Le 1er mai 2025, six mois jour pour jour après l'accident mortel de la gare de Novi Sad, les étudiants ont annoncé que leur "lutte entre dans une nouvelle phase" et qu'ils ne se contenteraient plus des blocages, évoquant "un pas vers la radicalisation" qui leur offrirait de nouveaux moyens de pression. Une semaine plus tard, le 8 mai, les étudiants ont demandé des élections législatives anticipées, élargissant ainsi leurs revendications initiales.